# Ashley Benson
Ashley Victoria Benson (Anaheim Hills, California; 18 de diciembre de 1989) es una actriz, modelo y
bailarina estadounidense, conocida por su papel de Hanna Marin en la serie de drama y misterio adolescente Pretty Little Liars (2010–2017). 
Comenzó su carrera interpretando el papel de Abigail Deveraux en la telenovela de NBC Days of Our Lives (2004–2007). 
Protagonizó las películas Bring It On: In It to Win It (2007), Christmas Cupid (2010), Spring Breakers (2013), Ratter (2015) y Chronically Metropolitan (2016) y Pixeles (2017)

## Vida y carrera

### Primeros años de vida y comienzos de carrera
Nació y se crio en Anaheim Hills (Anaheim, California), hija de Shannon (soltera Hart) y Jeff Benson. Tiene una hermana mayor, Shaylene (el 25 de agosto de 1988), que era animadora para los LA Lakers.
Empezó a bailar de manera competitiva en ballet, jazz, hip hop, y lírica a los cuatro años. También le gusta cantar, y ha aparecido en varios musicales. A los cinco, ella modeló en los catálogos de baile, y a los ocho años, ella comenzó a modelar en virtud de la agencia de modelos de Ford en anuncios impresos. Comenzó a seguir una carrera como actriz en 1999. Comenzó a trabajar y apareció en varios comerciales, pero rápidamente hizo la transición a la actuación en cine y televisión.
En 2004, fue una de las Six Chicks en 13 Going on 30 y también firmó un contrato de tres años con la telenovela diurna de NBC, Days of Our Lives. Así, el 12 de noviembre de 2004 debutó en su papel de Abigail "Abby" Deveraux, la hija mayor de Jack Deveraux y Jennifer Horton, hasta el 2 de mayo de 2007. Interpretó a Carson en Bring It On: In It to Win It (2007), la cuarta entrega de la franquicia Bring It On, y para obtener el papel principal, tuvo que finalizar su contrato con Days of our Lives:  

Me salí, quiero decir, había hablado con los productores sobre la realización de esta película, y no me iban a dejar hacerlo... había dejado pasar tantas oportunidades en las que podría haber hecho una película. Así que esta gran cosa surgió, y terminé haciendo esto. Estoy más feliz de haber salido de la telenovela. Quiero decirles que les doy todo mi crédito, porque he aprendido mucho de estar en telenovelas y de trabajar con actores increíbles que han estado allí por treinta, cuarenta años. Fue un honor trabajar con ellos. Definitivamente me ha dado todos mis antecedentes. Pero salir de la telenovela también me ayudó mucho, porque puedo pasar a cosas más grandes y mejores. Así que definitivamente estoy agradecida de haber estado una telenovela.

Recordó haber trabajado en un set de filmación en lugar de un set de telenovelas "definitivamente raro", porque pasaría días trabajando en una o dos escenas, mientras que en el set de Days of Our Lives, tenía que filmar dos o tres episodios por día. Para Bring It On: In It to Win It, tuvo que asistir a la práctica de porristas, que fue "difícil para [ella], porque [ella] le tiene miedo a las alturas." Sin embargo, ella estaba "contenta" de hacer sus propios trucos, a pesar de que "no esperaba que fuera tan difícil."
En 2008, apareció en la película original de Lifetime Fab Five: The Texas Cheerleader Scandal, donde interpretó a la animadora principal, Brooke, basada en una historia real que tuvo lugar en McKinney North High School en Texas. Ella "amaba" trabajar con su madre en la pantalla Tatum O'Neal, de quien aprendió sobre la actuación. Además, estaba emocionada de conseguir un papel secundario en Bart Got a Room, que se emitió principalmente en festivales de cine en 2008 antes de tener un lanzamiento limitado en 2009, porque le permitió trabajar con William H. Macy. También dio vida a una bruja disfrazada de animadora en un episodio de 2008 de la serie de The CW Supernatural.
En 2009, Benson actuó en la serie de ABC Eastwick. El show se basó en la novela de John Updike, The Witches of a Eastwick, y la adaptación cinematográfica de 1987 del mismo nombre. La serie solo duró 13 episodios antes de que ABC cancelara la serie debido a su bajo índice de audiencia.

## Vida personal
Benson es bisexual. Mantuvo una relación sentimental intermitente entre 2011 y 2017 con el amigo y estilista de Justin Bieber, Ryan Good, cuya relación acabó en buenos términos. Más tarde, fue novia de la actriz Cara Delevingne entre 2018 y 2020; posteriormente tuvo una relación con el rapero G-Eazy que empezó en 2020 y terminó en 2021.
Ha estado en una relación con Brandon Davis, nieto del multimillonario Marvin Davis, desde febrero de 2023. Se casaron ese mismo año. En noviembre de 2023 anunció que iba a ser madre. Su hija nació en febrero de 2024.

## Filmografía
| Cine       | Cine                                    | Cine             | Cine                                                             |
| Año        | Título                                  | Rol              | Notas                                                            |
| ---------- | --------------------------------------- | ---------------- | ---------------------------------------------------------------- |
| 2004       | 13 Going on 30                          | Six Chick        |                                                                  |
| 2005       | Neighbors                               | Mindy            | Cortometraje                                                     |
| 2007       | Bring It On: In It to Win It            | Carson           | Directo a vídeo                                                  |
| 2008       | Bart Got a Room                         | Alice            |                                                                  |
| 2008       | Fab Five: The Texas Cheerleader Scandal | Brooke Tippit    | Película de televisión                                           |
| 2010       | Christmas Cupid                         | Caitlin Quinn    |                                                                  |
| 2013       | Spring Breakers                         | Brit             |                                                                  |
| 2015       | Pixels                                  | Lady Lisa        |                                                                  |
| 2015       | Ratter                                  | Emma             |                                                                  |
| 2016       | Elvis & Nixon                           | Margaret Jackson |                                                                  |
| 2017       | Chronically Metropolitan                | Jessie           |                                                                  |
| 2018       | Her Smell                               | Roxie Rotten     |                                                                  |
| 2021       | The Birthday Cake                       | Tracey           |                                                                  |
| Televisión |                                         |                  |                                                                  |
| Año        | Título                                  | Rol              | Notas                                                            |
| 2002       | Nikki                                   | Bailarina        | 1 episodio                                                       |
| 2002       | The District                            | Melissa Howell   | 1 episodio                                                       |
| 2002       | The West Wing                           | Chica            | 1 episodio                                                       |
| 2004       | Strong Medicine                         | April            | 1 episodio                                                       |
| 2004-07    | Days of our Lives                       | Abigail Deveraux | 45 episodios                                                     |
| 2005       | 7th Heaven                              | Margot           | 2 episodios                                                      |
| 2005-06    | Zoey 101                                | Candice          | 3 episodios                                                      |
| 2006       | The O.C.                                | Riley            | 1 episodio                                                       |
| 2008       | CSI: Miami                              | Amy Beck         | 1 episodio                                                       |
| 2008       | Supernatural                            | Tracy Davis      | Episodio 7, temporada 4 "It's the Great Pumpkin, Sam Winchester" |
| 2009-10    | Eastwick                                | Mia Torcoletti   | 12 episodios                                                     |
| 2010-17    | Pretty Little Liars                     | Hanna Marin      | Elenco principal, 160 episodios                                  |
| 2011       | College Humor Originals                 | Mujer            | 1 episodio                                                       |
| 2013       | How I Met Your Mother                   | Carly Whittaker  | 1 episodio                                                       |
| 2013-14    | Ravenswood                              | Hanna Marin      | 2 episodios                                                      |
| 2014       | Family Guy                              | Dakota (voz)     | Episodio: "Brian's a Bad Father"                                 |
| 2015       | Barely Famous                           | Ella misma       | Episodio: "Bananas Foster"                                       |

### vídeos musicales
| Año  | Título                         | Personaje  | Cantante/Banda |
| ---- | ------------------------------ | ---------- | -------------- |
| 2002 | True Love                      | Estudiante | Lil' Romeo     |
| 2007 | That Girl                      |            | NLT            |
| 2008 | We Don't Have to Look Back Now |            | Puddle of Mudd |
| 2010 | BlackLight                     |            | One Call       |
| 2012 | Honestly                       |            | Hot Chelle Rae |

## Premios y nominaciones
| Premios | Premios                | Premios                                    | Premios             | Premios   |
| Año     | Premio                 | Categoría                                  | Trabajo Nominado    | Resultado |
| ------- | ---------------------- | ------------------------------------------ | ------------------- | --------- |
| 2011    | Youth Rock Awards      | Rockin' Actress — TV                       | Pretty Little Liars | Ganadora  |
| 2014    | Teen Choice Awards     | Choice Summer TV Star:Female               | Pretty Little Liars | Ganadora  |
| 2014    | Teen Choice Awards     | Candie's Choice Style Icon                 | Pretty Little Liars | Nominada  |
| 2015    | People's Choice Awards | Favorite Cable TV Actress                  | Pretty Little Liars | Nominada  |
| 2015    | Teen Choice Awards     | Choice Summer TV Star:Female               | Pretty Little Liars | Ganadora  |
| 2016    | People's Choice Awards | Favorite Cable TV Actress                  | Pretty Little Liars | Nominada  |
| 2016    | Teen Choice Awards     | Choice TV Actress: Drama                   | Pretty Little Liars | Ganadora  |
| 2016    | Teen Choice Awards     | Choice TV: Chemistry (con Tyler Blackburn) | Pretty Little Liars | Ganadora  |
| 2017    | People's Choice Awards | Favorite Cable TV Actress                  | Pretty Little Liars | Nominada  |